# Ambon (ciutat)
Ambon és una ciutat situada a l'illa del mateix nom a l'arxipèlag de Moluku, al Mar de Banda. La ciutat, capital de la província de Moluques (Indonèsia), té una població d'uns 230.000 habitants (estimació del 2010), té un port, un aeroport i algunes universitats d'estudis, entre les quals la Universitat Pattimura és un estat. mentre que la Universitat Terbuka i la Universitat Kristen Indonesia Maluku són privades. És la seu de la diòcesi d'Amboina de l'Església catòlica.

## Geografia física
La ciutat d'Ambon s'aixeca sobre l'istme de Bagoeala, una fina franja de terra que uneix les dues penínsules de muntanya (Leitimor, menys extensa, al sud i Hitoe al nord), que constitueixen l'illa del mateix nom.

## Història
La ciutat va ser fundada el 1521 pels portuguesos com a mercat per al comerç d'espècies, poc després de l'expedició de Francisco Serrão el 1512. Tot i això, els portuguesos mai van aconseguir controlar completament l'illa d'Ambon. El 1605 va ser conquerida per Steven van der Hagen i va passar als holandesos, i la Companyia Holandesa de les Índies Orientals la va convertir en la capital de les possessions fins a 1619, quan la seu va ser traslladada a Batàvia, actual Jakarta. Durant les guerres napoleòniques (de 1796 a 1802 i de 1810 a 1814) fou ocupada pels anglesos; després va tornar als holandesos
Fins i tot al segle xx, durant la segona guerra mundial, Ambon va albergar una important base militar holandesa que va ser capturada pels japonesos a la batalla d'Ambon (1942). La batalla va ser seguida per l'execució de més de 300 presoners de guerra aliats per part de les forces japoneses d'ocupació, Ambon va ser recuperada, al final de la guerra, per les forces aliades, Després de la declaració d'independència d'Indonèsia (1945), Ambon va experimentar diverses tensions polítiques, ètniques i religioses.